# Miltochrista borneonicola
Miltochrista borneonicola là một loài bướm đêm thuộc phân họ Arctiinae, họ Erebidae.